# Dungeon synth
Genres associés
Dark ambient
Le dungeon synth est un genre de musique électronique ayant émergé au début des années 1990, notamment grâce à plusieurs artistes venant de la scène black metal. Le genre s'inspire aussi bien de l'atmosphère du black metal que de celle de la musique de fantasy ou des bandes sonores de vieux jeux vidéo typés RPG. Plus récemment, la musique médiévale peut aussi être une source d'inspiration pour certains artistes. Par ses spécificités techniques, il se rapproche parfois de la darkwave ou du dark ambient. Les artistes qui sont généralement cités en pionniers sont, entre autres, Burzum, Wongraven et Mortiis, tous trois issus de la scène black metal norvégienne.
Les thématiques propres au dungeon synth peuvent être très variées. On retrouve énormément de projets dont la musique s'inspire ouvertement d'univers de fantasy déjà existants, les plus répandus étant l'univers de Tolkien ainsi que celui de Donjons et Dragons, voire d'univers créés par les artistes eux-mêmes. Les différents cultes païens de l'Europe sont également mis à l'honneur par les quelques artistes dont la musique se situe dans une veine plus ou moins proche de la musique folklorique. Dans une moindre mesure, certains artistes de dungeon synth utilisent également des thématiques historiques, religieuses, ou encore ésotériques.

## Terminologie
Bien que le genre en lui-même date des années 1990, le terme dungeon synth n'est apparu que lors des années 2010. Cette dénomination date précisément de 2011 et est l'œuvre d'Andrew, administrateur d'un site internet sur le sujet apprécié au sein de la communauté. Il définit d'ailleurs le dungeon synth à l'aide de ces mots : « Le dungeon synth est le son de l’ancienne crypte. Le souffle de la tombe, qui peut uniquement être correctement traduit en musique par quelque chose de primitif, de mort, de lo-fi, d’oublié, d’obscur et d’ignoré par la société. Quand on écoute du dungeon synth, on fait consciemment le choix de passer du temps dans un cimetière, à la lumière d’une bougie, le regard fixe et plongé dans un livre obscur, qui détient de subtils secrets sur les lieux que les hommes sains d’esprit évitent ». 
Cette définition, qui aurait été acceptable dans les années 1990, est néanmoins plus discutable depuis le début des années 2010 et l'arrivée au cœur de la scène d'un courant revival. Depuis cette période, on n'hésite plus à mettre sous la bannière dungeon synth certains artistes dont la musique se veut moins sombre et plus proche du folk ambient.

## Dungeon synth et black metal
Les deux genres musicaux que sont le dungeon synth et le black metal ont une histoire commune. La plupart des pionniers du dungeon synth étaient issus de la scène black metal, notamment norvégienne. La principale référence est Burzum, le projet musical de Varg Vikernes, qui, en parallèle des albums black metal, sort quelques albums à l'époque étiquetés dark ambient, mais qui sont maintenus adulés par la communauté dungeon synth. Toujours au sein de la scène norvégienne, Sigurd Wongraven, membre du groupe Satyricon depuis ses débuts, se situe également derrière le projet dungeon synth qui porte son nom. On peut également évoquer Håvard Ellefsen, unique tête pensante de Mortiis, l'artiste norvégien ayant été membre du groupe Emperor au début des années 1990.
En dehors de la scène norvégienne, nombreux sont les groupes ou les artistes de black metal à s'être essayés au dungeon synth. L'exemple le plus parlant est celui de Summoning, notamment sur l'album Minas Morgul, album black metal riche de nombreux aspects dungeon synth. Les deux musiciens du groupe autrichien ont également signé en 1996 la musique du premier album de Pazuzu, And All Was Silent qui bien que qualifié par ses auteurs de Necrospirituals fait partie des artistes constamment cités comme les ancêtres du Dungeon Synth. Le musicien allemand Ral, actif dans plusieurs formations de black metal, a publié avec le projet Depressive Silence, actif au milieu des années 1990, la démo éponyme Depressive Silence, rééditée en 2016 dans un format LP sous le titre Mourning,.

## Scène contemporaine
Depuis la fin des années 2000 et l'arrivée des réseaux sociaux, le dungeon synth a tendance à se populariser, toute proportion gardée, notamment chez un certain nombre d'adeptes de black metal. De plus en plus d'artistes voient ainsi le jour avec le temps et, sur le plan technique, le dungeon synth a tendance à s'orienter vers quelque chose de plus léger musicalement parlant. Les lourdes nappes de claviers et les sonorités sombres et mélancoliques ont alors pu laisser place à des mélodies inspirées de la musique médiévale et à des atmosphères plus champêtres. Ce nouveau courant est généralement associé au folk ambient, bien que cette dénomination soit floue.[réf. souhaitée]
Les trois principales scènes en matière de dungeon synth comptent des projets se revendiquant plus ou moins ouvertement de cette mouvance moderne. Parmi ces acteurs, on peut compter Fief aux États-Unis, Erang, et Dame Silù de Mordomoire en France et Darkstroll en Russie. Même si ces artistes n'ont pas nécessairement vocation à composer du dungeon synth, ils font en tout cas partie des plus respectés au sein de la communauté.
Depuis le milieu des années 2010, le genre a grandement évolué et de nouveaux thèmes et ambiances musicales sont ainsi présentes dans la scène. Certains membres de la communauté ont défini de nouveaux termes pour certaines vagues du dungeon synth. 
On retrouve notamment le winter synth, pour définir la musique plus froide et minimaliste et portant des thèmes autour du froid, de l'hiver et de la neige, parmi les artistes de cette scène, on retrouve notamment Paysage d'Hiver, Jötgrimm ou Jääportit. L'autre vague récente du dungeon synth, nommé le comfy synth, désigne un genre plus doux, chaleureux et calme, inspiré de la musique New Age. 